# Lake Malawi
Lake Malawi est un groupe tchèque de musique indie pop formé en 2013 à Třinec. 
Le groupe a été sélectionné pour représenter la Tchéquie au Concours Eurovision de la chanson 2019 avec la chanson Friend of a Friend après avoir remporté la finale nationale tchèque Eurovision Song CZ.

## Membres

### Membres actuels
- Albert Černý (2013 - présent) : voix, guitare, claviers
- Jeroným Šubrt (2013 - présent) : basse, claviers

### Anciens membres
- Pavel Palát (2013 - 2016) : batterie
- Patrick Karpentski (2013 - 2017) : guitare
- Antonín Hrabal (2016 - 2021) : batterie

## Discographie

### Albums
- 2017 : Surrounded by Light

### EP
- 2015 : We Are Making Love Again

### Singles
| Année | Single                   | Classement | Album / EP               |
| Année | Single                   | (Top 100)  | Album / EP               |
| ----- | ------------------------ | ---------- | ------------------------ |
| 2014  | Always June              | 34         | single uniquement        |
| 2014  | Chinese Trees            | 25         | We Are Making Love Again |
| 2015  | Aubrey                   | —          | We Are Making Love Again |
| 2015  | Young Blood              | —          | We Are Making Love Again |
| 2016  | We Are Making Love Again | 43         | We Are Making Love Again |
| 2017  | Prague (In the City)     | —          | Surrounded by Light      |
| 2017  | Surrounded by Light      | 64         | Surrounded by Light      |
| 2017  | Not My Street            | —          | single uniquement        |
| 2017  | Bottom of the Jungle     | —          | Surrounded by Light      |
| 2017  | Paris                    | 85         | Surrounded by Light      |
| 2018  | Spaced Out               | —          | Surrounded by Light      |
| 2019  | Friend of a Friend       | —          | single uniquement        |